# Konstanty Kalinowski
Konstanty Kalinowski, właściwie Wincenty Konstanty Kalinowski herbu Kalinowa (biał. Вінцэнт-Канстанцiн „Кастусь” Каліноўскі, Wincent-Kanstancin „Kastuś” Kalinoŭski, lit. Konstantinas Kalinauskas, ps. Wasyl Switka, Jaśko haspadar s pad Wilni, Ignat Witażenc; ur. 21 stycznia?/2 lutego 1838 w Mostowlanach, zm. 10 marca?/22 marca 1864 w Wilnie) – polsko-białoruski działacz niepodległościowy i powstaniec styczniowy, komisarz powstańczego Rządu Narodowego na Litwę i Białoruś, dziennikarz i prawnik, bohater narodowy Polski, Litwy i Białorusi.
Kalinowski prowadził swoją działalność w duchu wskrzeszenia wspólnego państwa Litwy, Rusi (Białorusi i Ukrainy) i Polski w strukturze kultury polskiej i tradycjami Rzeczypospolitej.

## Życiorys

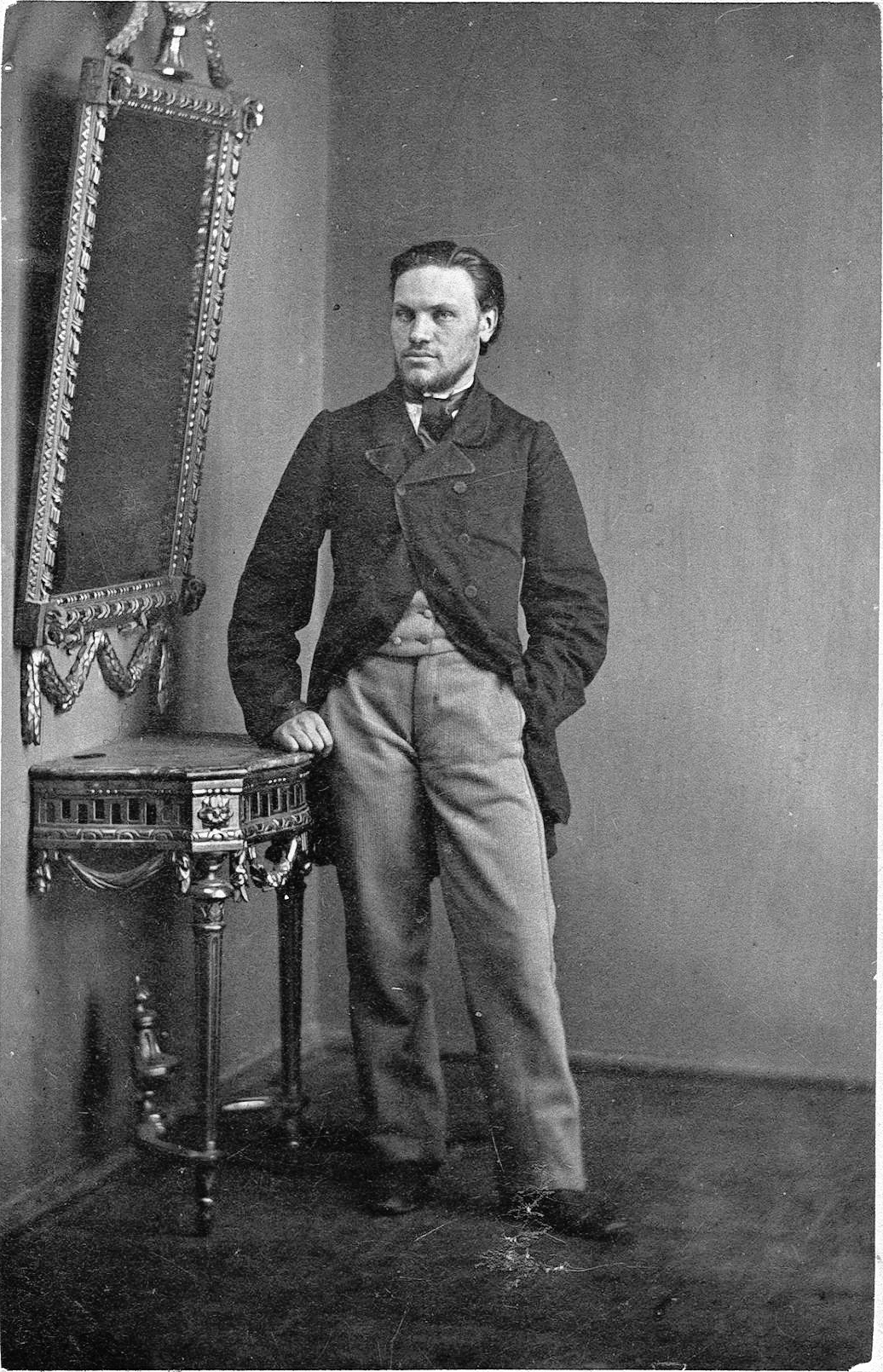
Wincenty Konstanty Kalinowski, 1863

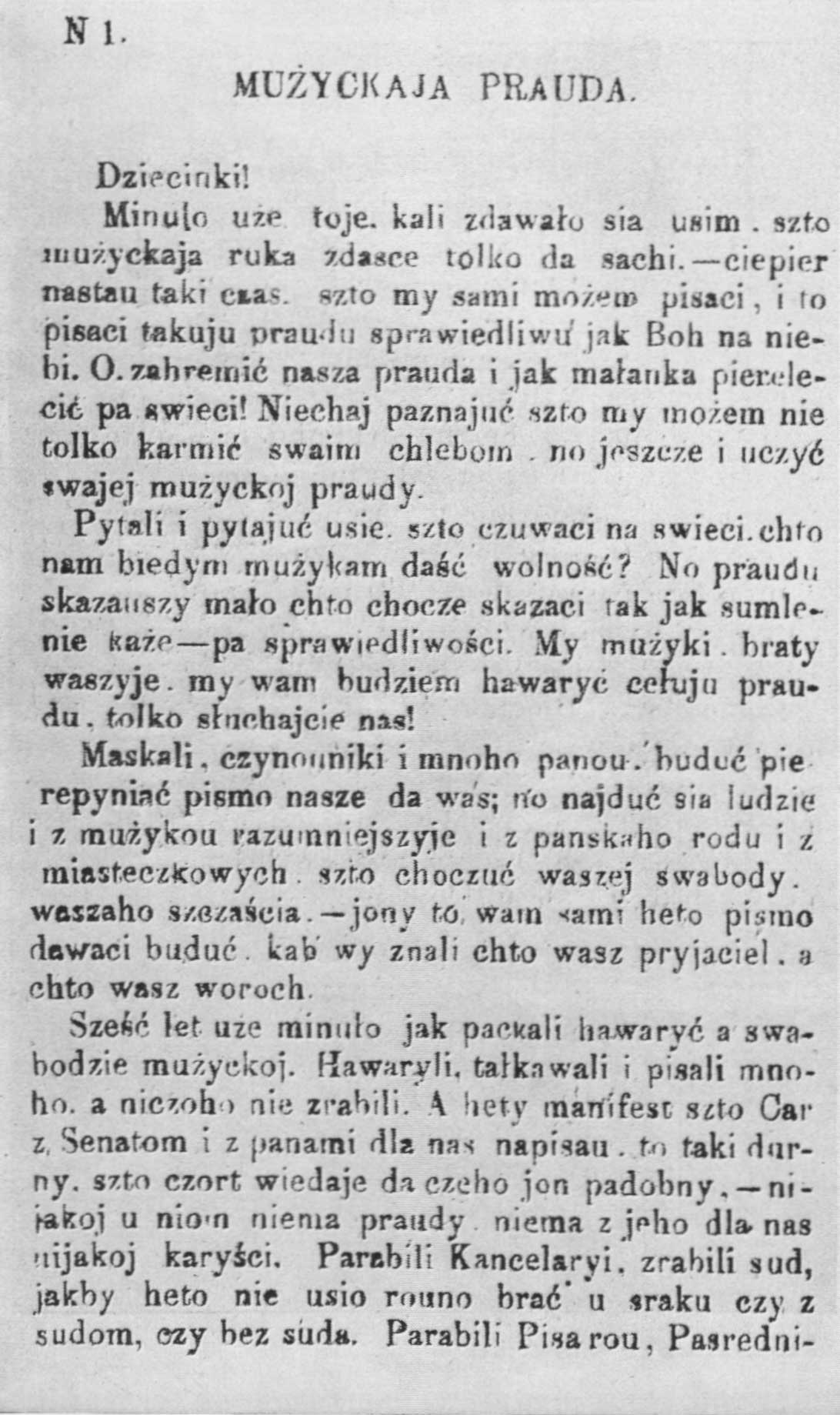
Pierwszy numer „Mużyckiej Praudy”, 1863

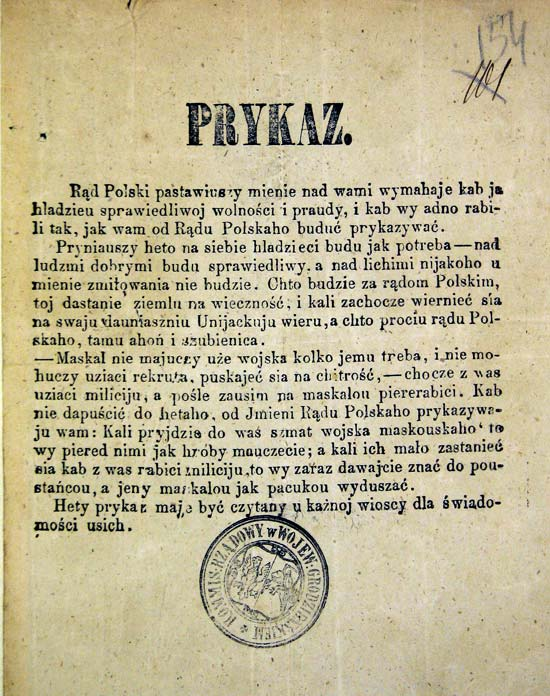
Rozkaz komisarza Rządu Narodowego na województwo grodzieńskie, 1863

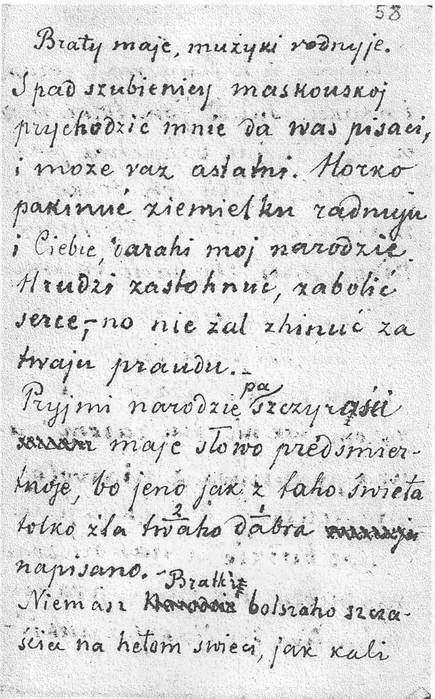
Jedna z kart „Listów spod szubienicy”, 1864 (pełny tekst)

Pochodził ze szlacheckiego rodu Kalinowskich herbu Kalinowa wywodzącej się z Mazowsza (ich protoplastą był Andrzej, który poległ pod Obertynem w XVI wieku), od kilku pokoleń mieszkającej w majątku Kalinowo na Podlasiu. Był synem Szymona Kalinowskiego. Jego matka, Weronika z Rybińskich, wcześnie zmarła i wychowywała go macocha. Miał starszego brata Wiktora Antoniego, który później został znanym historykiem i bibliofilem. Ojciec w 1836 sprzedał majątek i założył fabrykę tkacką w Mostowlanach, gdzie urodził się Wincenty. W 1849 roku Kalinowscy kupili folwark Jakuszówka koło Świsłoczy w powiecie wołkowyskim, gdzie Wincenty spędził młodość.
Po ukończeniu szkoły średniej w Świsłoczy w 1855 r. przeprowadził się do Moskwy, gdzie studiował prawo na uniwersytecie. Po paru latach przeniósł się do Sankt Petersburga, gdzie kontynuował studia na Uniwersytecie Petersburskim oraz zaangażował się w mieszaną (polsko-rosyjską) konspirację wymierzoną w carat.
W 1860 osiadł na powrót w guberni grodzieńskiej, gdzie zaangażował się w działalność narodową. W 1862 roku pod pseudonimem Jaśko haspadar s pad Wilni (Jaśko, gospodarz spod Wilna) zaczął wydawać skierowane do chłopów pismo „Mużyckaja Prauda”, jedno z pierwszych czasopism w języku białoruskim (pisane łacinką z polską ortografią, wyszło 7 numerów).
W swych pismach Kalinowski wypowiadał się za:
- uniezależnieniem się Litwy, rozumianej jako byłe Wielkie Księstwo Litewskie, od Rosji;
- powrotem do federacji polsko-litewskiej;
- ochroną języka białoruskiego;
- zdecydowanymi reformami społecznymi jak uwłaszczenie chłopów i parcelacja wielkich majątków ziemskich;
- włączeniem do zbrojnej walki o niepodległość mas chłopskich;
- powrotem do kościoła unickiego – krytykował prawosławie[4].

Po wybuchu powstania styczniowego Kalinowski zaangażował się w działalność Komitetu Prowincjonalnego Litewskiego w Wilnie, gdzie objął funkcję komisarza Rządu Narodowego na województwo grodzieńskie. Latem 1863 awansował na Komisarza Pełnomocnego na Litwę, dzięki czemu zyskał zwierzchność polityczną nad wszystkimi jednostkami walczącymi na obszarze byłego Wielkiego Księstwa Litewskiego (prowincji litewskiej). Pod koniec roku ukrywał się w Wilnie pod przybranym nazwiskiem Ignat Witażenc.
W czasie powstania był głównym redaktorem czasopisma w języku polskim „Chorągiew swobody”, które było oficjalnym organem Komitetu Prowincjonalnego skierowanym do całego społeczeństwa. Również w kolejnych numerach „Mużyckiej Praudy” oraz innych swoich odezwach pisanych do chłopów po białorusku (min. Pismo ad Jaśka haspadara s pad Wilni da mużykow ziemli polskoj) wzywał do posłuszeństwa wobec „Rządu Polskiego” i zachęcał do przeciwstawianiu się „Moskalom”.
Zdradzony przez jednego ze swych żołnierzy, nocą 10 lutego 1864 roku (29 stycznia starego stylu) wydany został w ręce Rosjan i uwięziony w Wilnie w kościele dominikanów, gdzie napisał po białorusku Listy spod szubienicy. Swojej roli w powstaniu nie umniejszał i nie ukrywał, ale zarazem odmawiał wskazywania współpracowników. Jako żołnierza i powstańca polskiego skazano go na karę śmierci przez rozstrzelanie, ale ponieważ Kalinowski podkreślał, że jest przede wszystkim Białorusinem, wyrok ten zamieniono na bardziej hańbiące powieszenie, karę przewidzianą dla chłopów i poddanych cara.
Został stracony 22 marca 1864 na Rynku Łukiskim w Wilnie i pochowany potajemnie na Górze Zamkowej na terenie rosyjskiej twierdzy Wilno w anonimowej mogile zbiorowej straconych powstańców.

## Ekshumacja i uroczysty pogrzeb
W 2017 podczas prac archeologicznych przypadkowo natknięto się na niezidentyfikowane szczątki ludzkie. Badania genetyczne pozwoliły ustalić ich tożsamość – należały do straconych dowódców powstania styczniowego w Wielkim Księstwie Litewskim, w tym do generała Zygmunta Sierakowskiego i Konstantego Kalinowskiego.
22 listopada 2019 został uroczyście pochowany na cmentarzu Na Rossie (Starej Rossie) w Wilnie wraz z Zygmuntem Sierakowskim i 18 innymi powstańcami styczniowymi. W uroczystościach pogrzebowych udział wzięli m.in.:
- ze strony polskiej prezydent Andrzej Duda, premier Mateusz Morawiecki, minister obrony narodowej i wicemarszałkowie Sejmu i Senatu RP[8];
- ze strony litewskiej prezydent Gitanas Nauseda;
- ze strony białoruskiej wicepremier Ihar Pietryszenka;
- przedstawiciele władz Ukrainy i Łotwy[9].

Uroczystości religijne w katedrze wileńskiej i przy Ostrej Bramie odbywały się w trzech językach: polskim, litewskim i białoruskim, a na ulicach widoczne były flagi polskie i biało-czerwono-białe flagi białoruskie oraz historyczne flagi Wielkiego Księstwa Litewskiego.

## Imię
Wincenty Konstanty Kalinowski we wszystkich swoich osobistych dokumentach używał imienia „Wincenty”. Jednak w białoruskiej historiografii nazywany jest czasem imieniem „Kastuś” (zdrobnienie od Konstanty). Po raz pierwszy takim określeniem posłużył się w swoim Karotkim narysie historyi Biełarusi Usiewaład Ihnatouski – białoruski historyk, członek Biura KC Komunistycznej Partii Białorusi, jeden z przywódców antypolskiej partyzantki w 1920 roku. Ihnatouski pisał swój Karotki narys… w czasie, gdy był zaangażowany w walkę z Polakami i zdaniem prof. Anatola Hryckiewicza miało to wpływ na jego postrzeganie postaci Kalinowskiego. Według Hryckiewicza Ihnatouski uważał, że imię „Wincenty” ma zbyt polski, a za mało białoruski charakter. Aby więc uniknąć wrażenia, że Kalinowski był Polakiem, historyk postanowił przemianować go tylko na Konstantego. Ponadto Ihnatouski usiłował przedstawić powstanie styczniowe 1863 roku na ziemiach Wielkiego Księstwa Litewskiego jako powstanie chłopskie. Przekształcił zatem imię „Konstantego” w „Kastusia”, co miało nadać mu chłopski charakter, odpowiedni do wizerunku przywódcy takiego powstania.

## Upamiętnienie

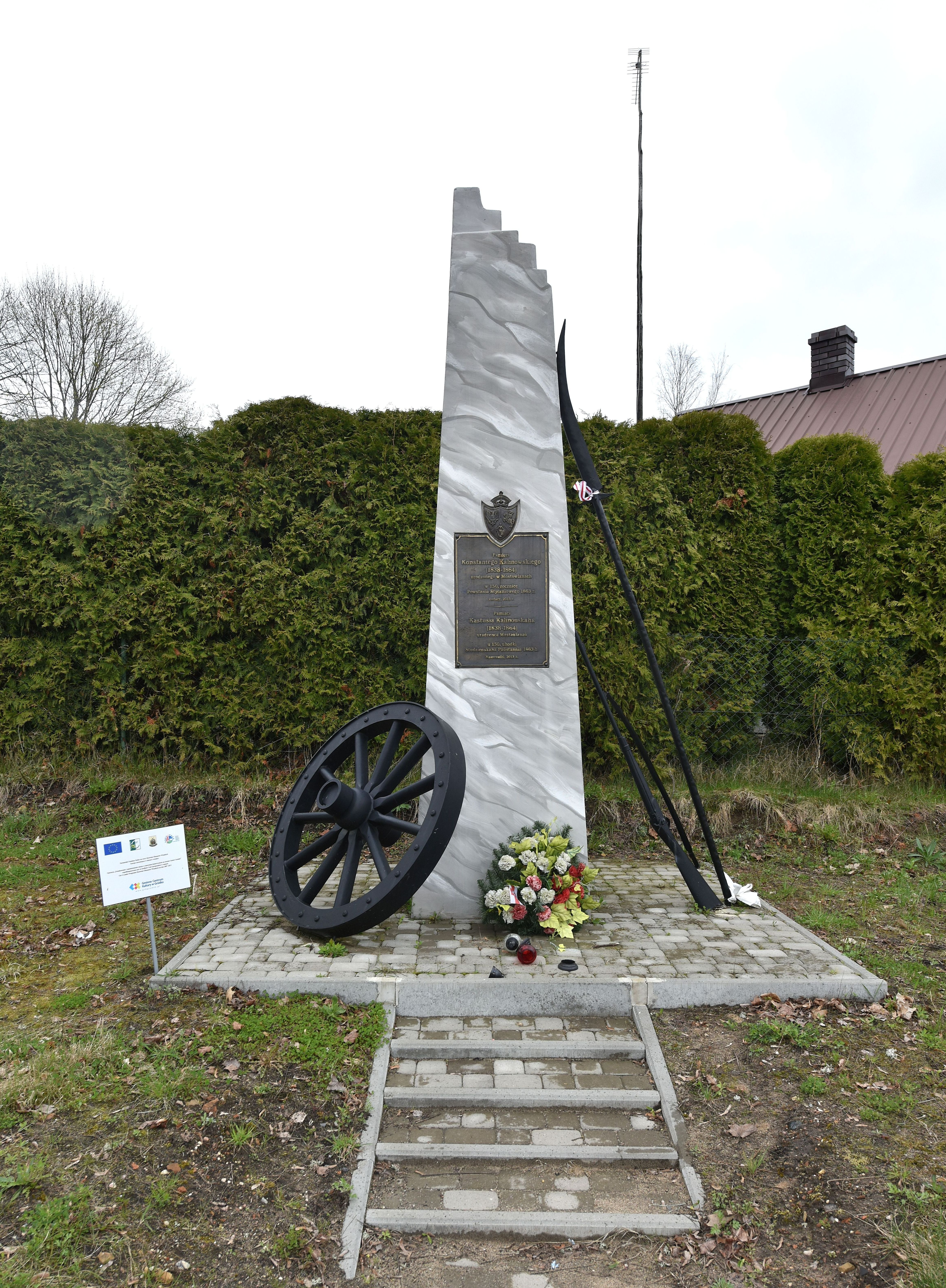
Pomnik w Mostowlanach, miejscu narodzin

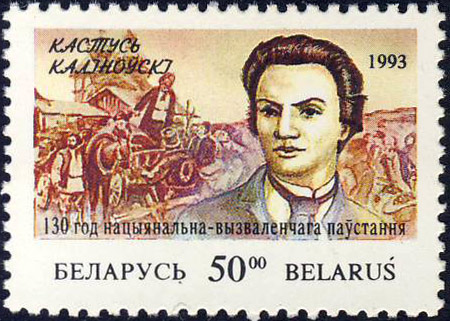
Białoruski znaczek pocztowy wydany w 130 rocznicę wybuchu powstania styczniowego (1993)

W białoruskiej literaturze historycznej bywa używane określenie „powstanie Kalinowskiego” na wydarzenia powstania styczniowego rozgrywające się na terenie Białorusi.
W czasach radzieckich był przedstawiany jako bohater ludowy, a „powstanie Kalinowskiego” było uważane za jeden z etapów walki o wyzwolenie robotniczo-chłopskie. Mit ten utrwalił radziecki film Kastuś Kalinowski z 1928 roku w reżyserii Władimira Gardina.
Po uzyskaniu przez Białoruś niepodległości w wyniku rozpadu ZSRR Kalinowski dalej był kreowany na narodowego bohatera, w tym okresie podkreślano wątki związane z dążeniem do niezależności Białorusi. Władze Białorusi ustanowiły w tym okresie order Konstantego Kalinowskiego.
Pod rządami Łukaszenki stosunek do Kalinowskiego był początkowo pozytywny, ale po protestach z 2006 roku (dżinsowa rewolucja) kiedy opozycja uznała Kalinowskiego za symbol oporu wobec władz, rząd rozpoczął tępienie jego kultu. Zlikwidowany został order jego imienia, powstanie styczniowe uznano za podporządkowane wyłącznie interesom polskim, a przeciw białoruskim. Władze powróciły do polityki historycznej prowadzonej przez władze carskie – uznają za bohatera Michaiła Murawiowa, który tłumił powstanie styczniowe.
Do dziedzictwa Kalinowskiego odwołuje się nadal opozycja antyłukaszenkowska. Podczas inwazji Rosji na Ukrainę w 2022 roku białoruscy ochotnicy walczący po stronie Ukrainy utworzyli Batalion im. Konstantego Kalinowskiego, później przekształcony w Pułk im. Konstatnego Kalinowskiego.
Pomniki Konstantego Kalinowskiego znajdują się m.in. w Mostowlanach w Polsce i Solecznikach na Litwie. Imię Konstantego Kalinowskiego od 2006 r. nosi program stypendialny Rządu RP dla białoruskich studentów wyrzuconych ze studiów po dżinsowej rewolucji.